# Dezider Zagiba
Dezider Zagiba (11. května 1934 - březen 1997) byl slovenský a československý politik Komunistické strany Slovenska, vedoucí tajemník Městského výboru KSS v Košicích a poslanec Sněmovny národů Federálního shromáždění za normalizace.

## Biografie
K roku 1976 se profesně uvádí jako vedoucí tajemník městského výboru KSS. V letech 1976-1978 se zmiňuje coby účastník zasedání Ústředního výboru Komunistické strany Slovenska.
Ve volbách roku 1976 zasedl do slovenské části Sněmovny národů (volební obvod č. 133 - Košice-jih, Východoslovenský kraj). Mandát obhájil ve volbách roku 1981 (obvod Košice IV-jih) a volbách roku 1986 (obvod Košice IV). Ve Federálním shromáždění setrval do ledna 1990, kdy rezignoval v rámci procesu kooptací do Federálního shromáždění po sametové revoluci.